# Orange Mali
Orange Mali, initialement Ikatel, est une entreprise Francaise de télécommunication, opérateur de téléphonie mobile. 

## Historique
Ikatel, filiale de la Société nationale des télécommunications du Sénégal (Sonatel), contrôlée par le groupe France Télécom depuis 1997, est rebaptisé Orange Mali le 30 novembre 2006.
Deuxième opérateur de téléphonie mobile au Mali depuis février 2003, son réseau couvre Bamako, les huit capitales régionales (Kayes, Koulikoro, Sikasso, Ségou, Mopti, Tombouctou, Gao et Kidal), les villes de Kati, koutiala et Sévaré ainsi que les axes routiers Bamako-Koulikoro et Kayes-Yélimané.